# François Christophe de Lévis

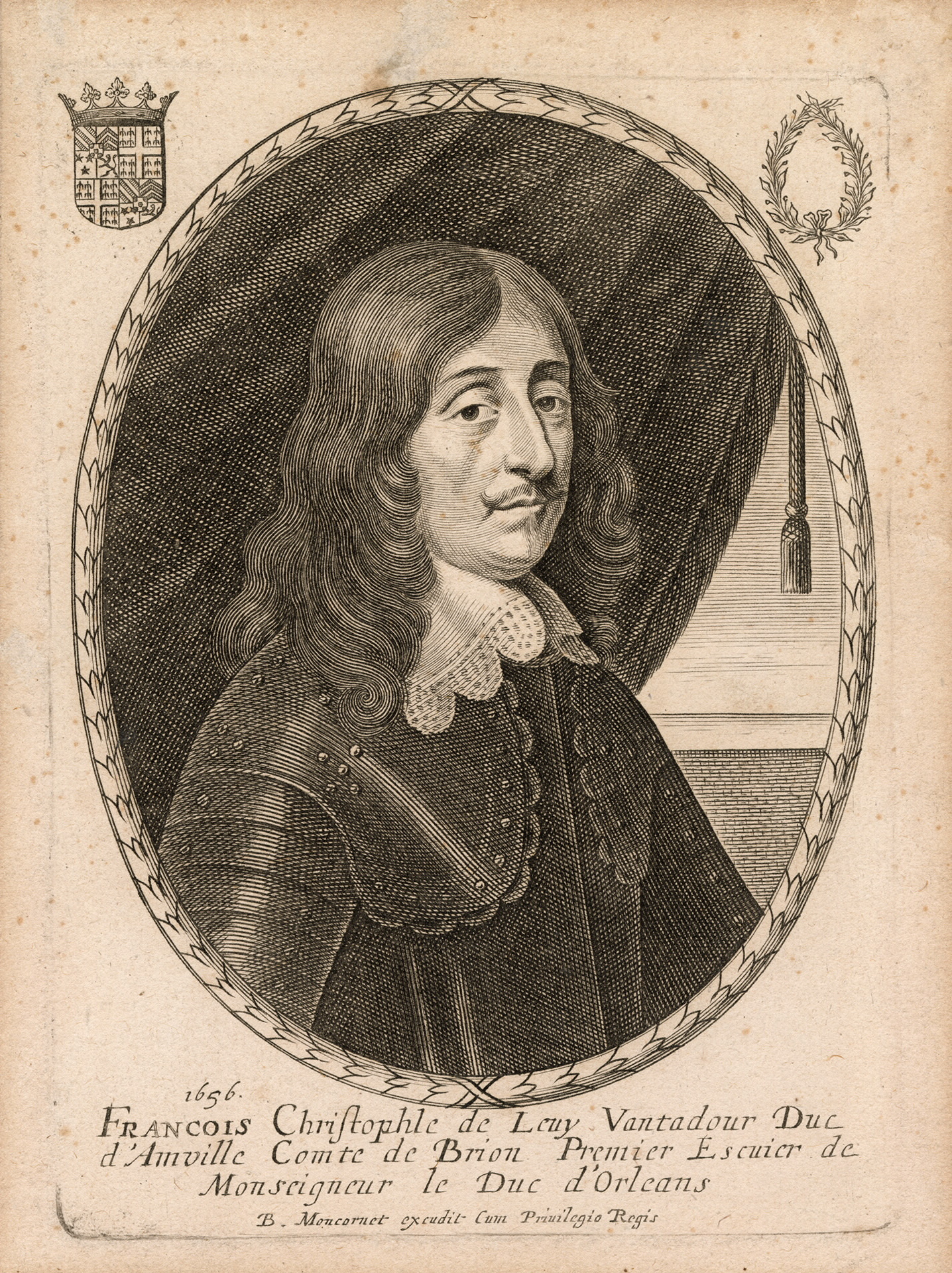
Porträt von Francois Christophle de Levy Vantadour Duc d’Amville von Balthasar Moncornet, 1656

François Christophe de Lévis (* 1602 oder 1603; † 9. September 1661 in Paris) war ein französischer Adliger. Er war Comte de Brion, Premier Écuyer von Gaston de Bourbon, duc d’Orléans, dann Duc de Damville, Vizekönig von Neufrankreich, Gouverneur des Limousin, sowie Capitaine von Fontainebleau.

## Leben
François de Lévis war der vierte Sohn von Anne de Lévis, Duc de Ventadour, Pair de France († 1622), und Marguerite de Montmorency († 1660). Sein Bruder war Henri de Lévis, Duc de Ventadour und Vizekönig von Neufrankreich, sein Onkel mütterlicherseits war der Marschall Henri II. de Montmorency († 1632).
Er heiratete Anne Le Camus de Jambeville († 10. Februar 1651), einzige Tochter von Antoine Le Camus, Chevalier, Seigneur de Jambeville, Marquis de Maillebois, Président au Parlement de Paris, und Marie Le Clerc-de-Leffeville, Witwe von Claude Pinart, Vicomte de Comblizy, Baron de Cramaille (der wiederum Witwer von Françoise de La Marck, der einzigen Tochter von Charles Robert de La Marck, war). Die Ehe blieb ohne Nachkommen.
Von November 1644 bis 1660 war er Vizekönig von Neufrankreich. Im November 1648 wurde er zum Duc de Damville ernannt.
Er starb am 9. September 1661 in Paris und wurde bei den Kapuzinern des Faubourg Saint-Jacques bestattet.